# Hypoponera mina
Hypoponera mina är en myrart som först beskrevs av Wheeler 1927.  Hypoponera mina ingår i släktet Hypoponera och familjen myror. Inga underarter finns listade i Catalogue of Life.